# Ferrihydrit

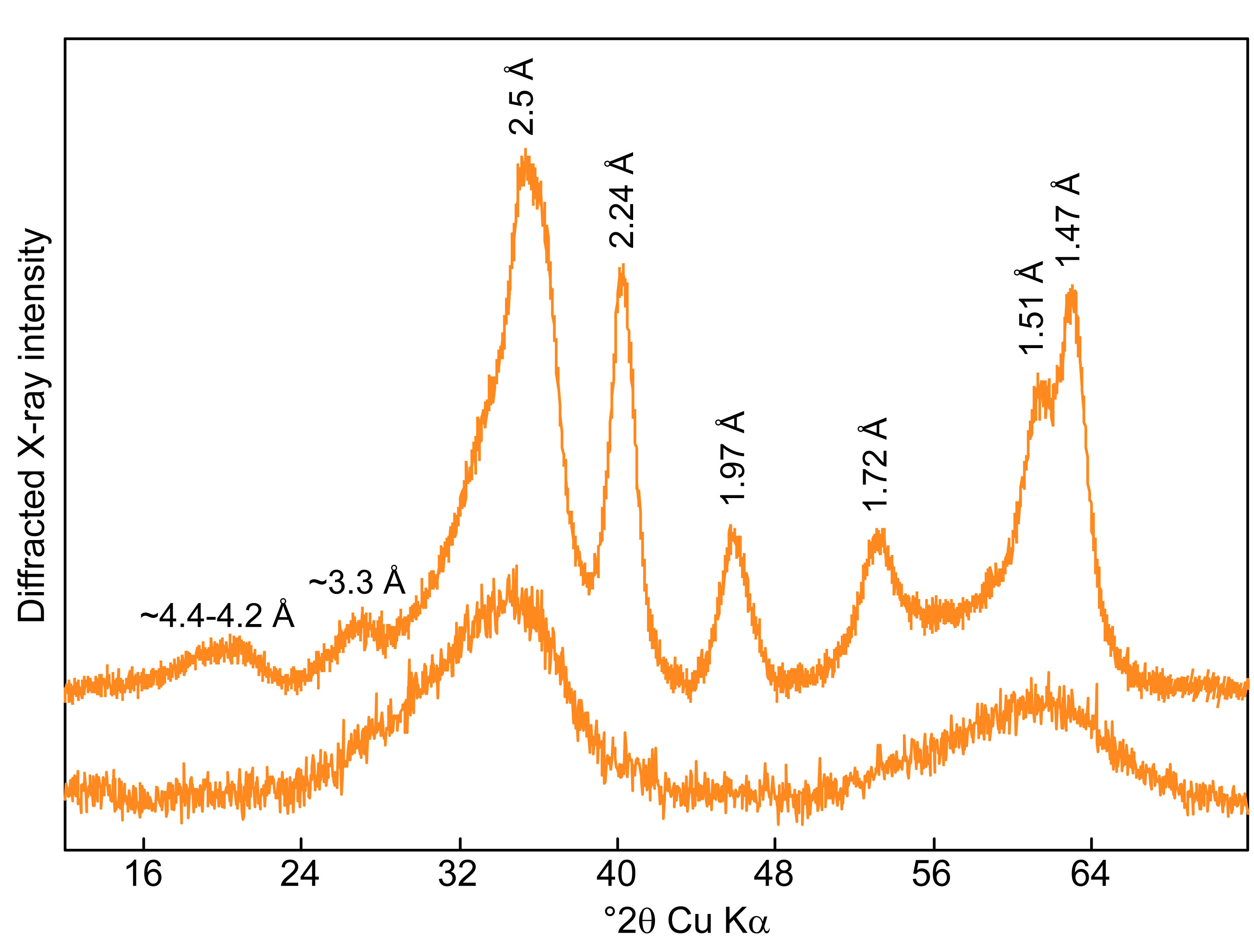
Röntgendiffraktionsmönster för sex-linjers (överst) och två-linjers (botten) ferrihydrit. Cu Ka-strålning.

Ferrihydrit är en orangefärgad järnoxid med den ungefärliga kemiska formeln Fe2O3 · 1,4H2O. Den är mycket vanlig i naturen, och förekommer till exempel i B-horisonten i podsoler, och i myrmalm. Den är vitt utbredd på jordens yta, och en trolig beståndsdel i utomjordiska material.
Den är den järnoxid som fälls ut först när lösta Fe3+-joner hydrolyseras och bildas i flera typer av miljöer, från sötvatten till marina system, akviferer till hydrotermiska varma källor och fjäll, jordar och områden som påverkas av gruvdrift. Den kan fällas ut direkt från syresatta järnrika vattenlösningar, eller av bakterier antingen som ett resultat av en metabolisk aktivitet eller passiv sorption av löst järn följt av kärnbildningsreaktioner. Ferrihydrit förekommer också i kärnan av ferritinproteinet från många levande organismer, för intracellulär lagring av järn.
Ferrihydrit utbildar inga stora kristaller och återfinns som extremt små partiklar. Därför är ferrihydritens specifika yta mycket stor (mellan 200 och 900 m²/g), vilket innebär att den har en stor förmåga att binda vissa lösta ämnen från vattnet, se vidare järnoxider. Efter en tid omvandlas ferrihydrit ofta till någon av järnoxiderna goethit eller hematit.

## Struktur
Ferrihydrit existerar bara som ett finkornigt och mycket defekt nanomaterial. Pulverröntgendiffraktionsmönstret för Fh innehåller två spridningsband i sitt mest oordnade tillstånd och maximalt sex starka linjer i sitt mest kristallina tillstånd. Den huvudsakliga skillnaden mellan dessa två diffraktionsändelement, vanligtvis benämnda två- och sex-linjers ferrihydriter, är storleken på de konstitutiva kristalliterna. Den sexradiga formen har klassificerats som ett mineral av IMA 1973 med den nominella kemiska formeln 
5Fe2O3·9H2O.
Andra föreslagna formler är
Fe5HO8·4H2O och 
Fe2O3·2FeO(OH)·2,6H2O. Dess formel är dock i grunden obestämd eftersom dess vattenhalt varierar. Tvålinjeformen kallas också för vattenhaltiga järnoxider (HFO).
På grund av ferrihydritens nanopartikulära natur har strukturen förblivit svårfångad i många år och är fortfarande en fråga om kontrovers. Drits et al., föreslog 1993 med hjälp av röntgendiffraktionsdata, en flerfasstrukturmodell för sex-linjers ferrihydrit med tre komponenter: (1) defektfria kristalliter (f-fas) med dubbelhexagonal stapling av syre och hydroxylskikt (ABAC-sekvens) och oordnade oktaedriska Fe-beläggningar, (2) defekta kristalliter (d-fas) med en feroxihitliknande (δ-FeOOH) struktur med kort räckvidd, och (3) underordnad ultradispers hematit (α-Fe2O3) . Diffraktionsmodellen bekräftades 2002 genom neutrondiffraktion och de tre komponenterna observerades med högupplöst transmissionselektronmikroskopi. En enfasmodell för både ferrihydrit och hydromaghemite har föreslagits av Michel et al., 2007–2010, baserad på analys av parfördelningsfunktioner (PDF) av total röntgenspridningsdata. Den strukturella modellen, isostrukturell med mineralet akdalait (Al10O14(OH)2), innehåller 20 procent tetraedriskt och 80 procent oktaedriskt koordinerat järn. Manceau et al. visade 2014 att Drits et al. modellen återger PDF-data såväl som Michel et al. modell, och han föreslog 2019 att den tetraedriska koordinationen uppstår från maghemit- och magnetitföroreningar som observerats med elektronmikroskopi.

## Porositet och miljöabsorberande potential
På grund av den lilla storleken på individuella nanokristaller är Fh nanoporöst vilket ger stora ytareor på flera hundra kvadratmeter per gram. Förutom att ha ett högt förhållande mellan ytarea och volym, har Fh också en hög täthet av lokala eller punktdefekter, såsom hängande bindningar och vakanser. Dessa egenskaper ger en hög förmåga att adsorbera många miljömässigt viktiga kemiska ämnen, som arsenik, bly, fosfat och organiska molekyler (till exempel humus- och fulvinsyror). Dess starka och omfattande växelverkan med spårmetaller och metalloider används inom industrin, i stor skala i vattenreningsverk, som i Nordtyskland och för att producera stadsvattnet i Hiroshima, och i liten skala för att rena avloppsvatten och grundvatten, till exempel ta bort arsenik från industriavlopp och dricksvatten. Dess nanoporositet och höga affinitet för guld kan användas för att utveckla Fh-stödda Au-partiklar i nanostorlek för katalytisk oxidation av CO vid temperaturer under 0 °C. Dispergerade sexlinjers ferrihydritnanopartiklar kan fångas i ett vesikulärt tillstånd för att öka deras stabilitet.

## Metastabilitet
Ferrihydrit är ett metastabilt mineral. Det är känt för att vara en föregångare till mer kristallina mineraler som hematit och goethit genom aggregeringsbaserad kristalltillväxt. Dess omvandling blockeras emellertid i naturliga system i allmänhet av kemiska föroreningar som adsorberas på dess yta, till exempel kiseldioxid eftersom de flesta naturliga ferrihydriter är kiselhaltiga.
Under reducerande förhållanden som de som finns i glesjordar eller i djupa miljöer utarmade på syre och ofta med hjälp av mikrobiell aktivitet, kan ferrihydrit omvandlas till grönrost, en skiktad dubbelhydroxid (LDH), även känd som mineralet fougerit. En kort exponering av grönrost för atmosfäriskt syre är dock tillräcklig för att oxidera det tillbaka till ferrihydrit, vilket gör den till en mycket svårfångad förening.

## Galleri

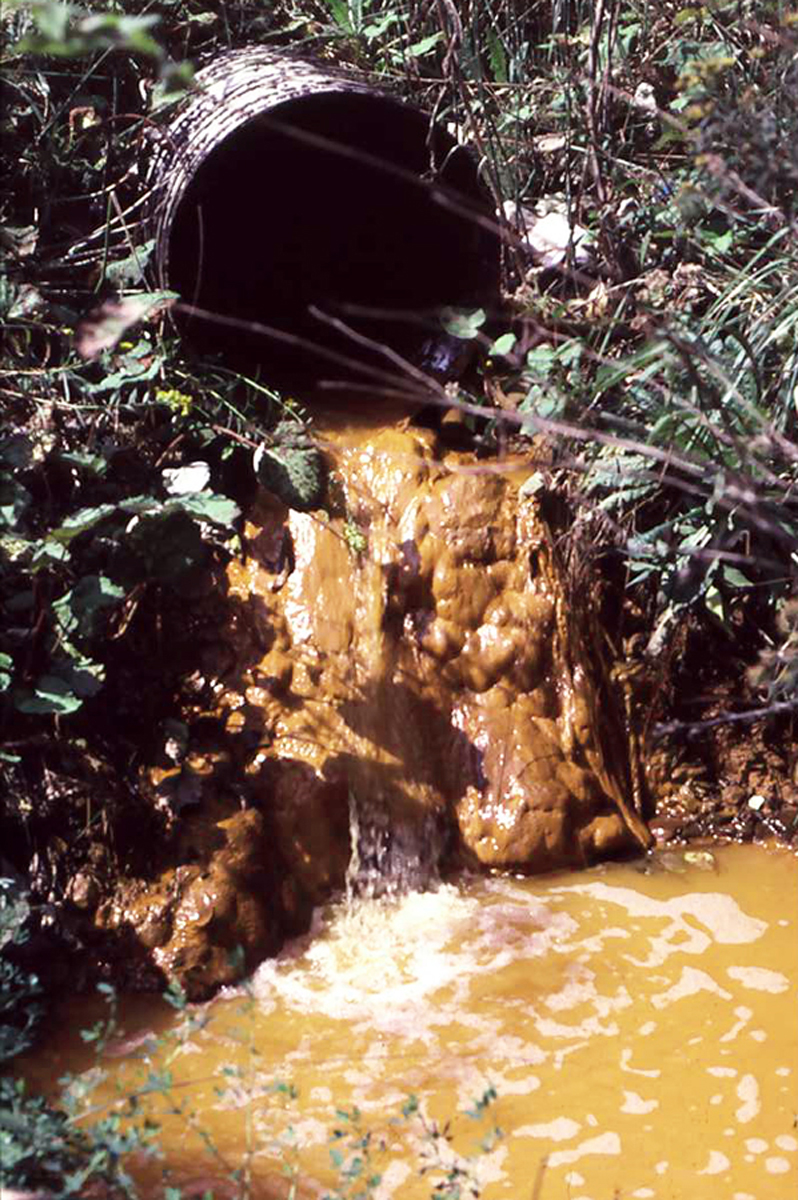
Ferrihydritfällning från kolgruvevatten
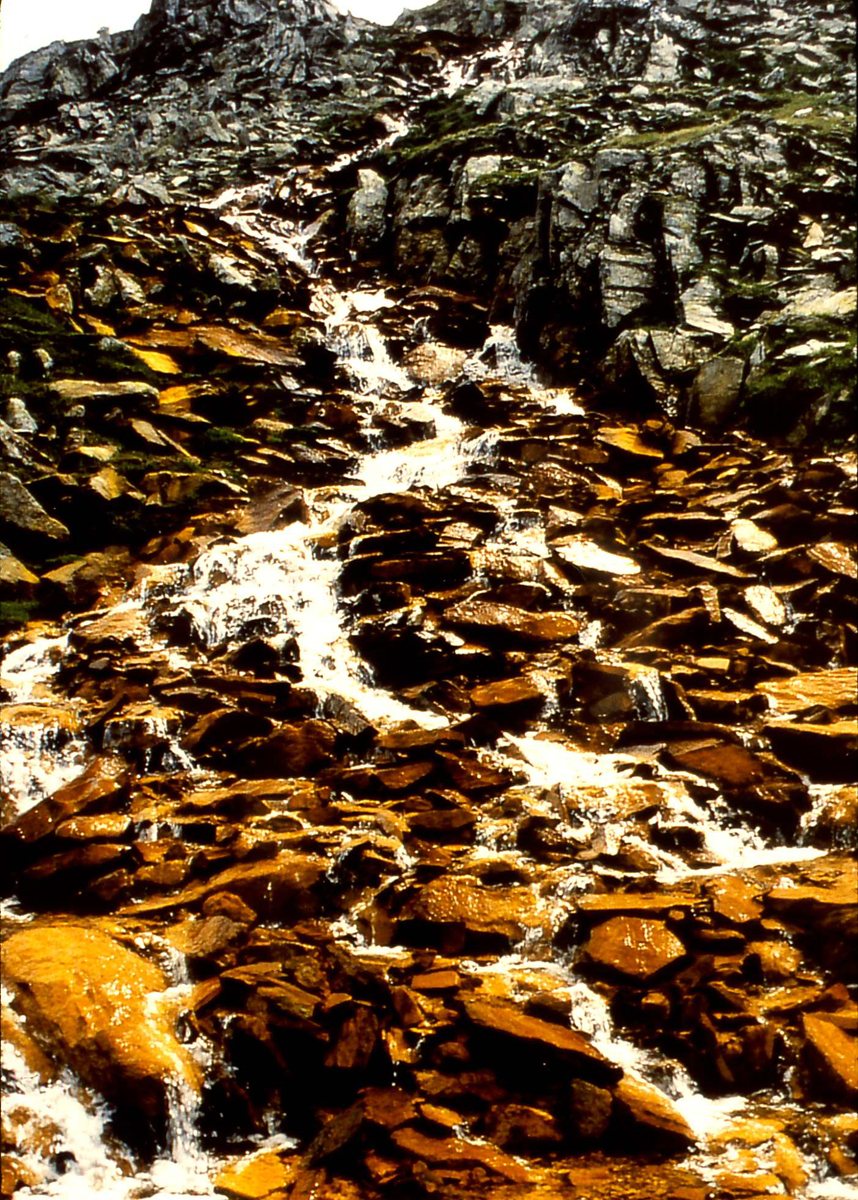
Vår i Zillertaleralperna med Fh-utfällning
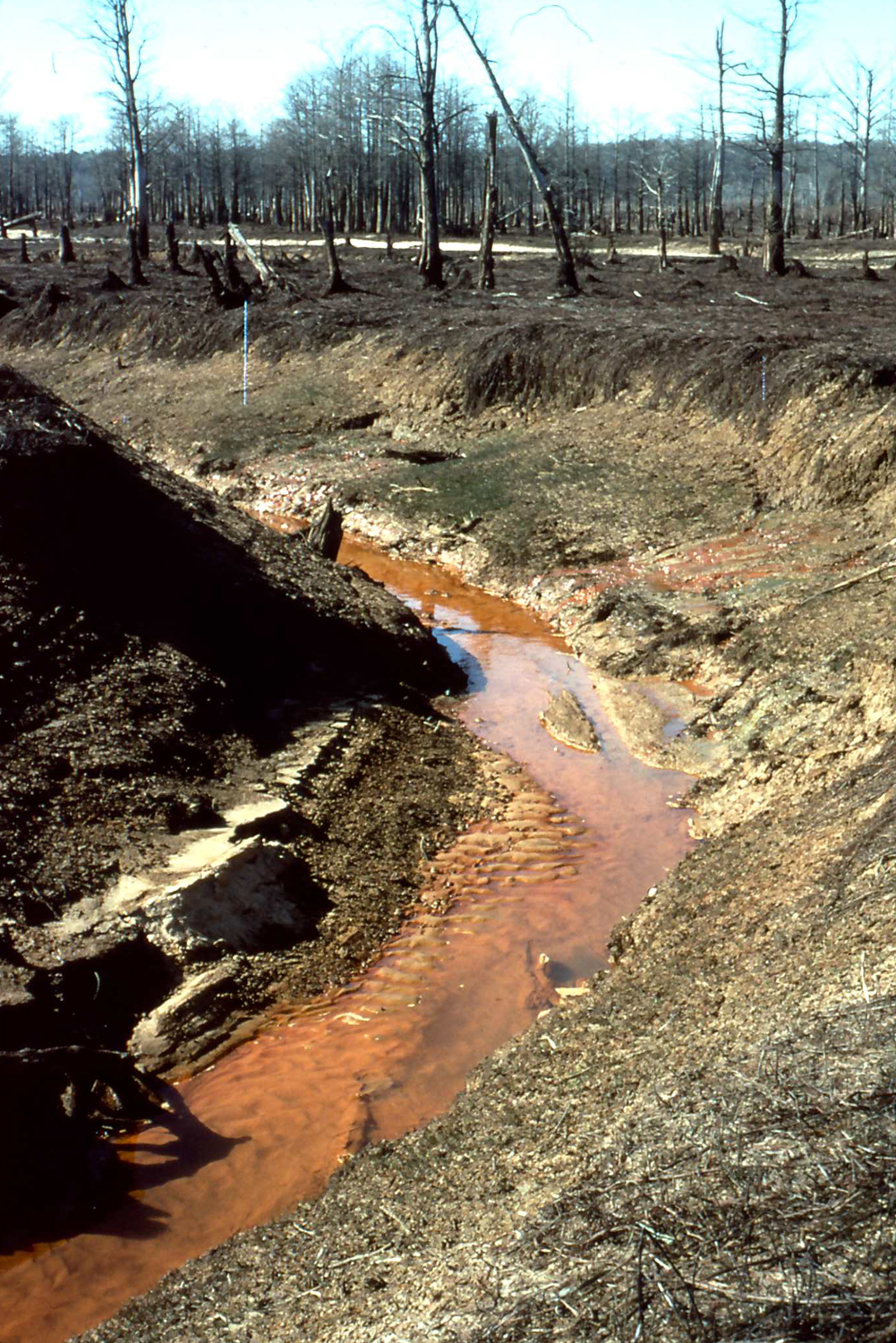
Släckning av järnrikt vatten

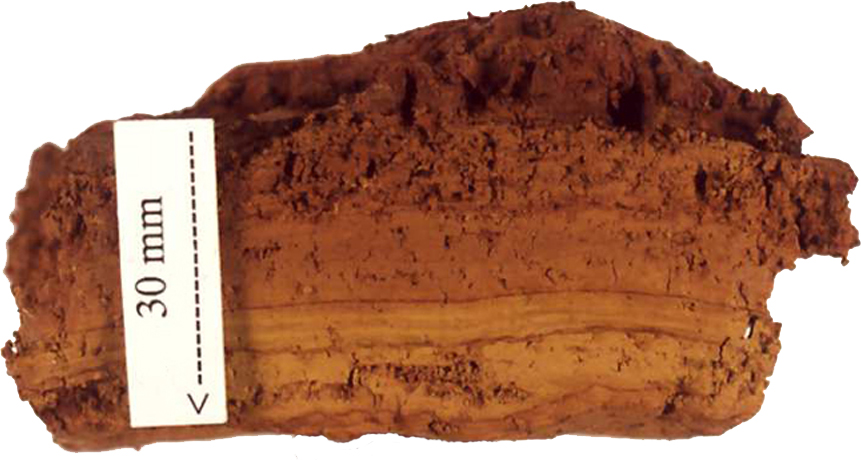
Transformering av ferrihydrit (överst) to goethit (nertill)
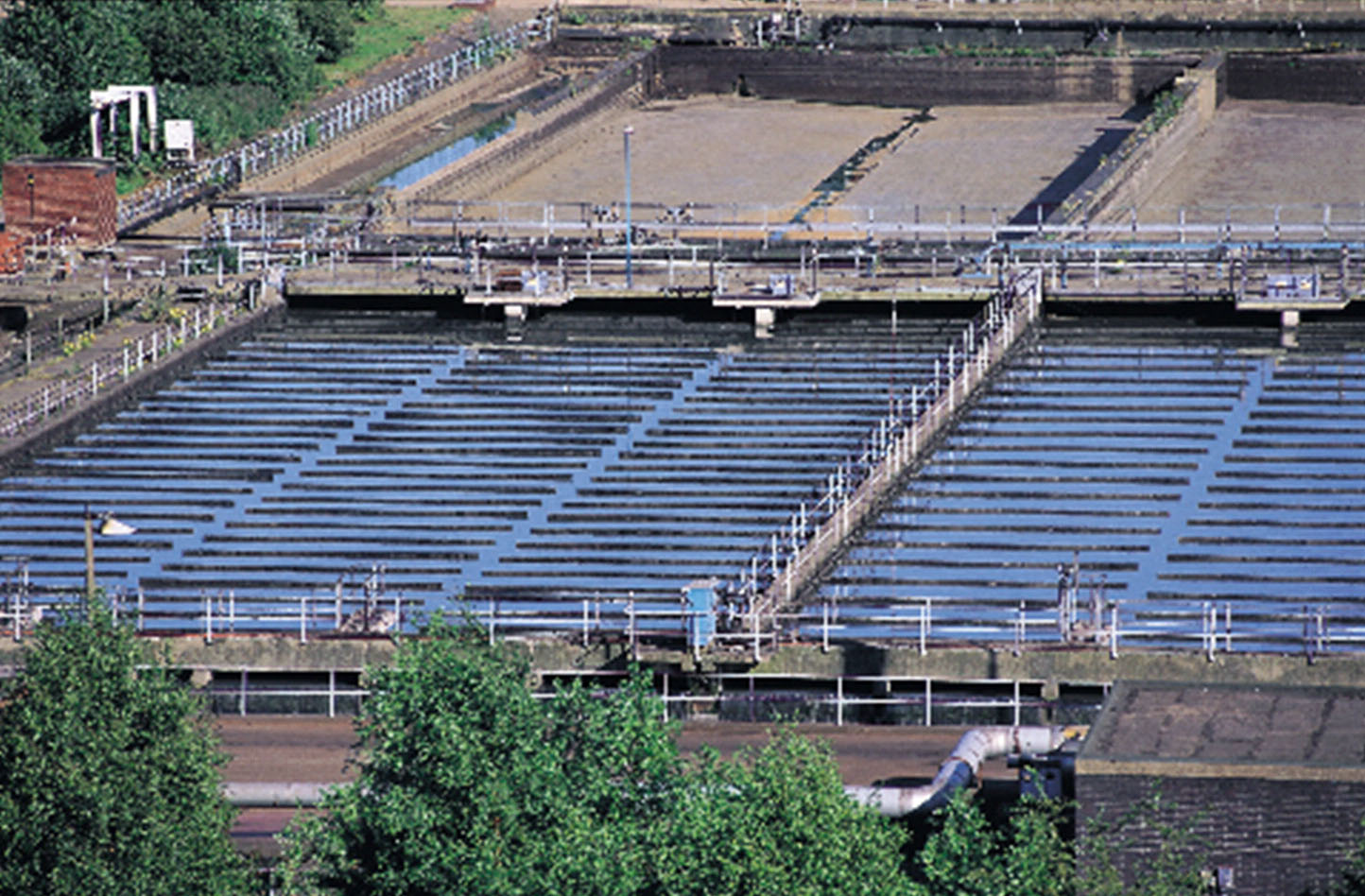
Vattenbehandlingsanläggning som använder tekniken långsamt sandfilter för att behandla råvatten
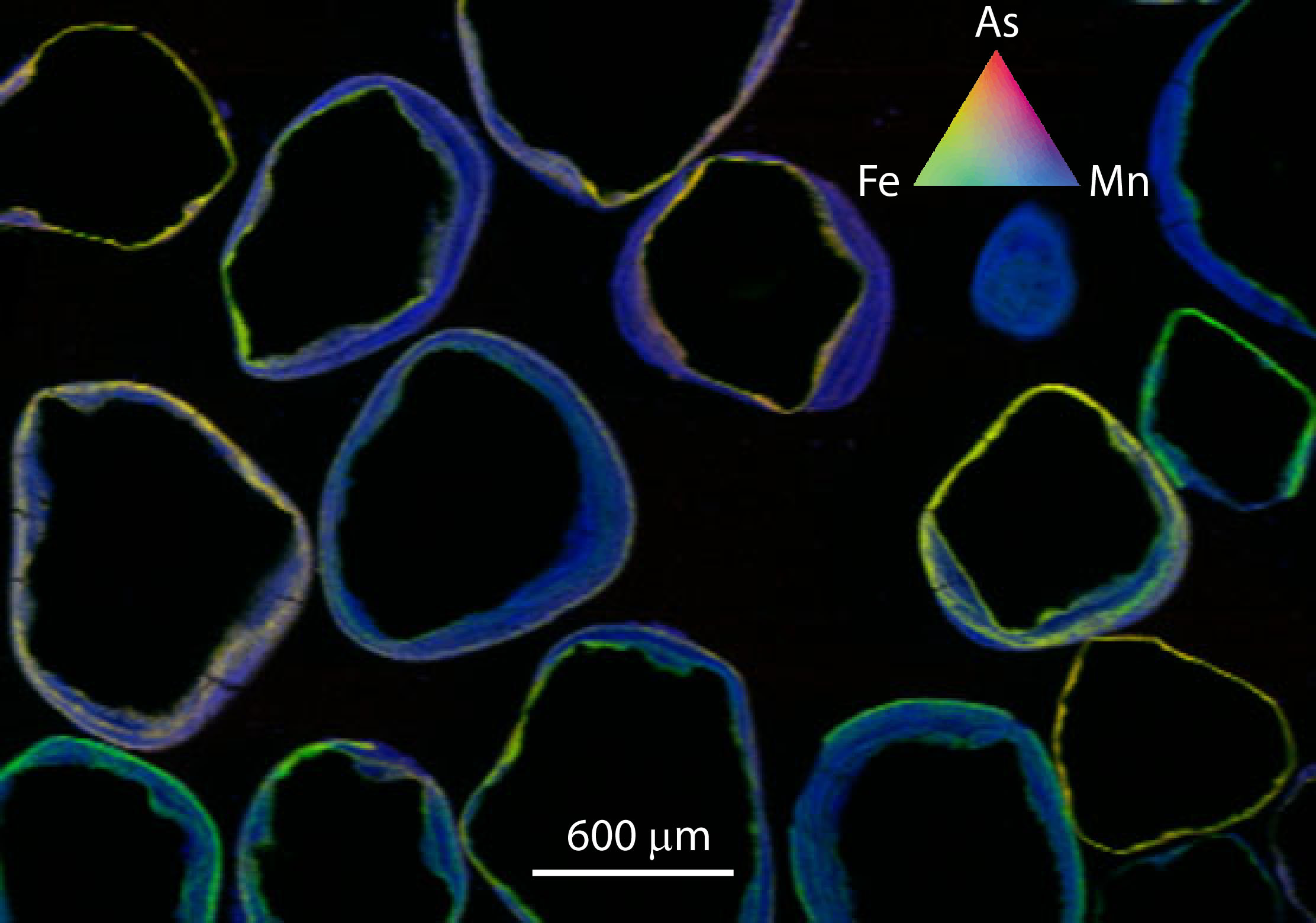
Trefärgad (RGB) röntgenfluorescensbild av fördelningen av As (röd), Fe (grön) och Mn (blå) i belagda kvartskorn i en vattenbehandlingssandbädd